# Friedrich Heinrich von Seckendorff

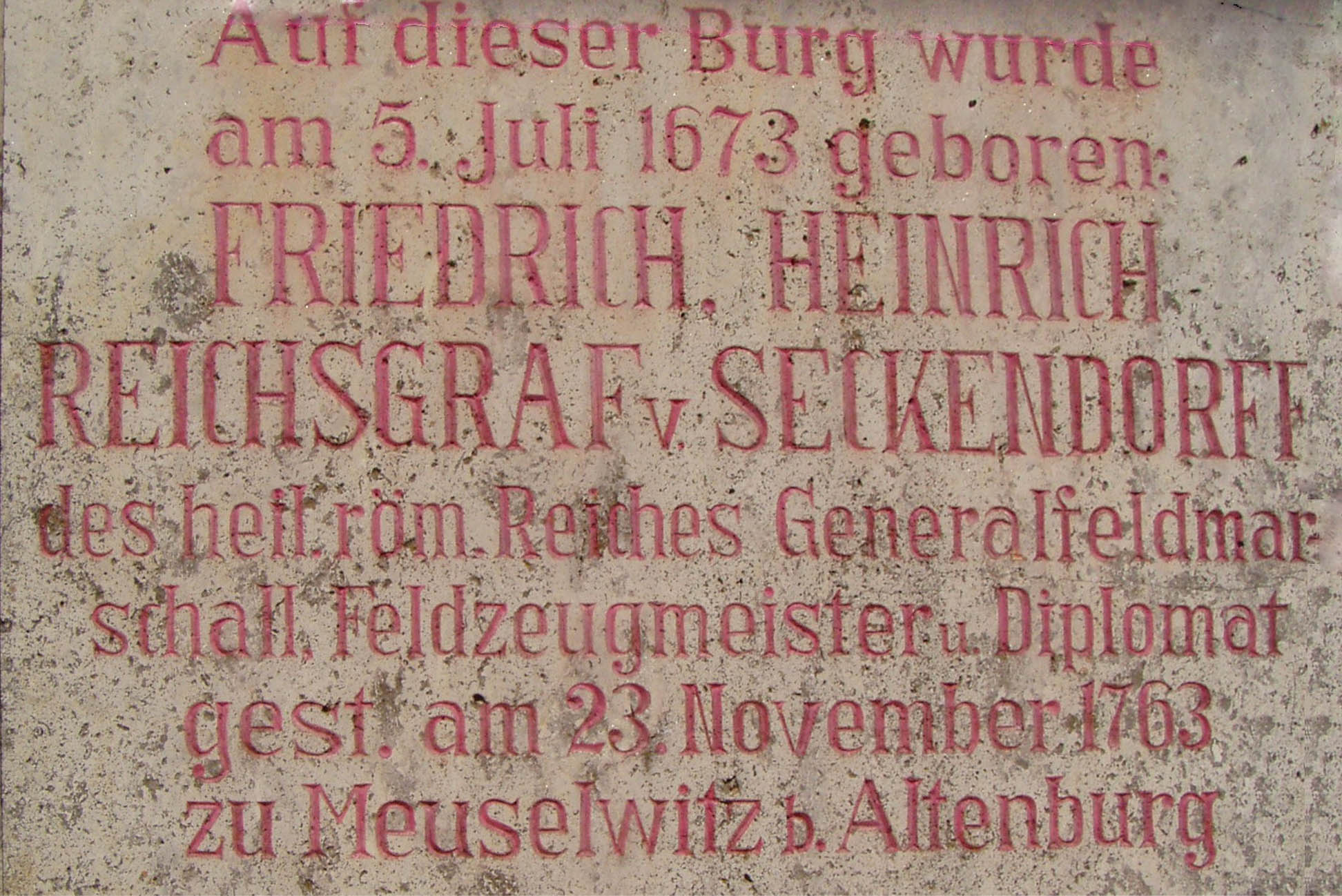
tablica upamiętniająca Seckendorffa w zamku Königsberg w Bawarii

Friedrich Heinrich von Seckendorff (ur. 5 lipca 1673 w Königsberg in Bayern, zm. 23 listopada 1763 w Meuselwitz) – austriacki marszałek polny i dyplomata.
Friedrich urodził się na zamku Königsberg (Bawaria) i pochodził ze starego i potężnego rodu arystokratycznego.
Walczył w wojnie o sukcesję hiszpańską i wojnie Austrii przeciw Turkom. Niezadowolony ze służby w wojsku austriackim, wszedł do służb dyplomatycznych Augusta II Mocnego, elektora Saksonii i króla Polski. W 1713 roku podpisał w imieniu Saksonii pokój w Utrechcie. Do służby austriackiej powrócił w 1717 roku. W roku 1726 był austriackim posłem w Berlinie. Kontakty z królem Fryderykiem Wilhelmem pomógł mu nawiązać wpływowy na dworze pruskim Friedrich Wilhelm von Grumbkow.
21 maja 1737 został mianowany na stopień marszałka polnego.